# Nova muzika
Nova muzika je bil slovenski časnik, ki je izhajal med letoma 1928 in 1929. Zamislili so si jo kot nekakšno nadaljevanje Novih akordov. Izdajala jo je založba Glasbena matica, urejal pa Emil Adamič. Zadnja številka je bila objavljena decembra 1929. Tiskali so jo v Delniški tiskarni, v tiskarni Waldheim & Eberle na Dunaju in v tiskarni Zlatibor v Beogradu.
Kot rečeno, gre za vsebinsko in formalno nadaljevanje Novih akordov. Tu naj bi sodobni skladatelji iz Slovenije objavljali svoja glasbena dela in na ta način utemeljevali glasbene smeri, ki so se takrat rojevale na našem etničnem ozemlju. V Novi muziki je bilo objavljenih kakih 90 skladb. predvsem samospevi in klavirska dela. Pri časniku so sodelovali tudi Matija Bravničar, Anton Lajovic, Marij Kogoj, Slavko Osterc, Stanko Premrl, Pavel Šivic ipd. Objavljali so tudi kritike in eseje.
Podobno kot pri Novih akordih, je bila tudi tu opravljena celotna digitalizacija časnika in ta je dostopna na Digitalni knjižnici Slovenije.